# Hampden County
Das Hampden County ist ein County im Bundesstaat Massachusetts der Vereinigten Staaten. Der Verwaltungssitz (County Seat) ist Springfield. Das U.S. Census Bureau hat bei der Volkszählung 2020 eine Einwohnerzahl von 465.825 ermittelt.
Nach Abschaffung der Bezirksregierung 1998 existiert das County nur noch als historische geographische Region und dient einigen administrativen Zwecken. Hampden ist das County in Massachusett mit dem geringsten Pro-Kopf-Einkommen.

## Regierung
Wie eine knappe Mehrheit der Countys in Massachusetts, besitzt Hampden County heute keine County-Regierung mehr. Alle vorherigen Aufgaben des Countys wurden 1998 durch Staatsbehörden übernommen. Der Sheriff und einige andere regionale Beamte mit besonderen Aufgaben werden noch immer lokal gewählt, um Aufgaben innerhalb des Countys wahrzunehmen. Die Gemeinden haben nun eine größere Autonomie und können regionale Verträge abschließen um Dienstleistungen gemeinsam anzubieten.

## Geographie
Das County hat eine Fläche von 1642 Quadratkilometern, wovon 41 Quadratkilometer Wasserfläche sind. Es grenzt im Uhrzeigersinn an folgende Countys: Hampshire County, Worcester County, Tolland County (Connecticut), Hartford County (Connecticut), Litchfield County (Connecticut) und Berkshire County.

## Geschichte
Hampden County wurde 1812 aus Teilen von Hampshire County gebildet.
Im County liegt ein Ort von herausragender historischer Bedeutung, der als National Historic Site ausgezeichnet ist, die Springfield Armory. Neben der Armory hat eine weitere Stätte den Status einer National Historic Landmark, das Edward Bellamy House. 153 Bauwerke und Orte des Countys sind insgesamt im National Register of Historic Places eingetragen (Stand 17. November 2017).

## Demographie

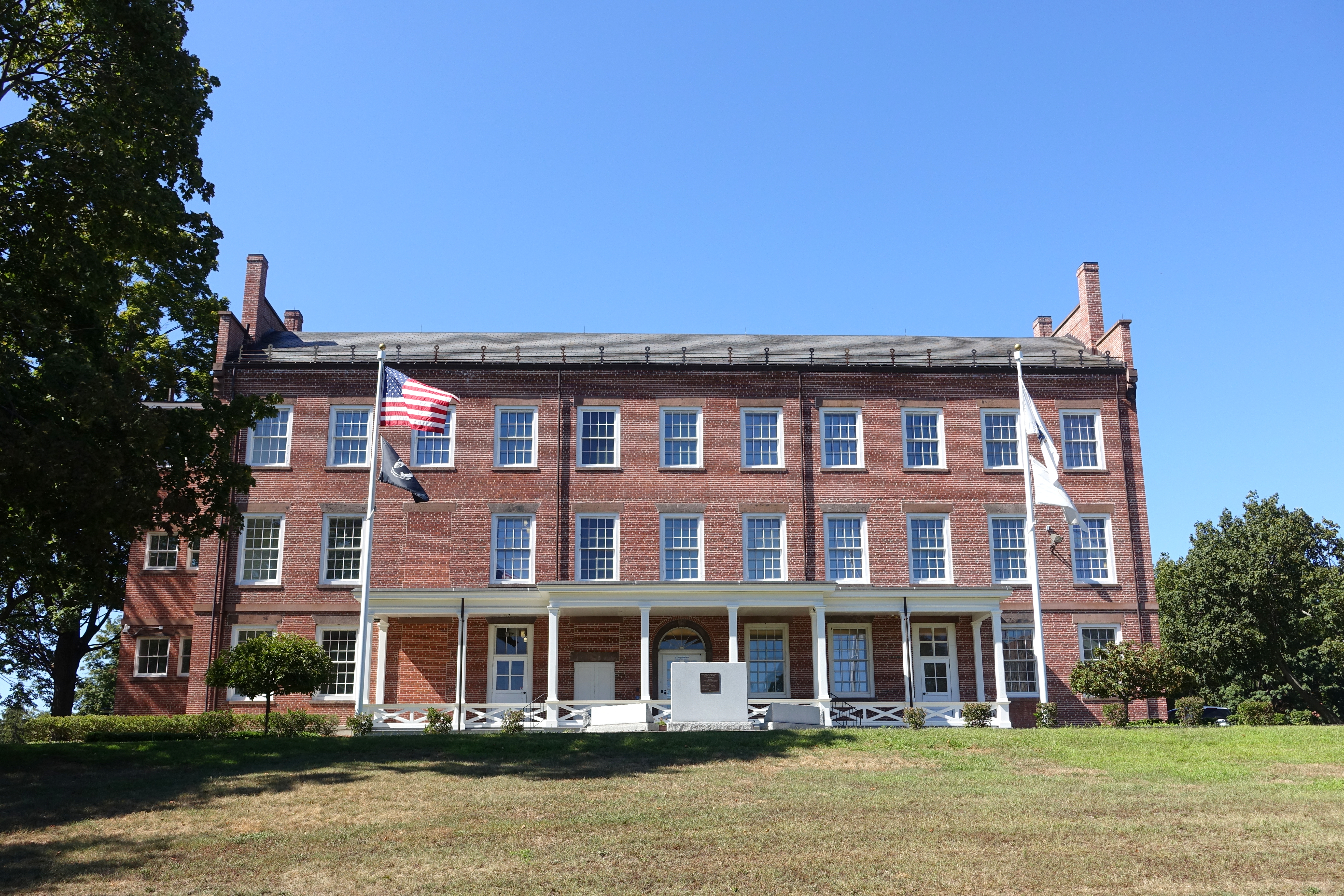
Museum Springfield Armory (2015)

Laut der Volkszählung im Jahr 2000 lebten im Hampden County 461.228 Einwohner in 175.288 Haushalten und 115.690 Familien. Die Bevölkerung setzte sich aus 79,10 Prozent Weißen, 8,10 Prozent Afroamerikanern, 1,30 Prozent Asiaten und 0,26 Prozent amerikanischen Ureinwohnern zusammen. 15,17 Prozent der Bevölkerung waren spanischer oder lateinamerikanischer Abstammung. Das Prokopfeinkommen betrug 19.541 US-Dollar; 11,4 Prozent der Familien sowie 14,7 Prozent der Bevölkerung lebten unter der Armutsgrenze.

## Städte und Gemeinden
| - Agawam - Blandford - Brimfield - Chester - Chicopee - East Longmeadow | - Granville - Hampden - Holland - Holyoke - Longmeadow - Ludlow | - Monson - Montgomery - Palmer - Russell - Southwick - Springfield | - Tolland - Wales - West Springfield - Westfield - Wilbraham |